# イッケイキュウカ
イッケイキュウカ Cymbidium faberi はラン科植物の一つ。シュンランに似た花を多数つけるのが特徴。東洋ランでは一茎九花の名で知られる。

## 概説
イッケイキュウカは中国を中心に分布するシュンラン属の種である。個々の花は日本産のシュンランに似た緑の花で、ただし長く伸びた花茎の上に多数の花をつける。イッケイキュウカの名は一茎九花であり、多数であることを九という数字で表したものとされる。また、中国シュンランを一茎一花というのにも対応している。
東洋ランの花物の一つとして古くから栽培され、多くの品種がある。花色は緑から黄緑で変化が少なく、個々の花形や茎の色と形に様々なものがある。普通はまず花茎の色で分ける。

## 特徴
多年生草本で地上性のラン。偽球茎は小さく、葉を根出状に5-9枚つける。葉は高さ50cmほどに伸び、細い線形で革質。花茎は直立し、先端から中程より下まで10-20輪の花をつける。
花はシュンランに似る。萼片は開くが先端は前方に向かってやや抱えるように曲がる。萼片と側花弁は黄色から緑、唇弁は淡緑色から白で、赤紫色の荒い斑点が入る。
外見的には中国春蘭よりずっと背が高い。葉は遙かに細くて長く立ち、日本のシュンランに似て鋸歯が荒くて粗剛である。花形は野生型の中国春蘭より日本のシュンランに似る。ただはっきりした違いとしては唇弁の周囲に襞が入る点がある。また偽球茎は一見では見て取れないほど小さい。その代わりに根が太くて長くよく発達し、栄養の貯蔵はこちらが担っていると考えられる。花時期は日本シュンランより一月ほど遅れるために夏ランとの呼称もある。

## 分布
ヒマラヤから中国、台湾に分布する。中国における後述のような選別品種は、多く浙江省と江蘇省から産出した。

## 利用
古くから東洋ランの一つとして栽培された。その分野での名は一茎九花（いっけいきゅうか）である。その歴史は古く、たとえば緑蜂巧（りょくほうこう）は300年以上前に発見され、それ以降育て続けられたものとされ、他にも程梅（ていばい）や潘緑梅（はんりょくばい）なども300年近く前の発見と伝えられている。
一茎九花の花は個々にはシュンランに似ており、その評価や命名は中国春蘭のそれと共通で、花形としては梅弁、水仙弁、荷花弁を理想の花形とする。詳細は中国春蘭の該当部を参照されたい。品種名についても同様であり、○○梅と名付けられたものは梅弁花を着ける。ただし類型に分ける場合、それよりも花茎に赤味の乗る赤茎と緑一色の緑茎に分け、それに素心をまた別に扱って大きく三つに分けることが多い。
ただし、日本での数は中国春蘭よりかなり少ない。これは一つには本種が大型であり、必然的に大鉢になることから場所を取るし、植え替えにも体力を要することなどが問題となるという。

### 品種
以下に代表的な品種をあげる。
- 緑茎：花茎や子房に赤味がなく、緑一色であり、花には赤い斑紋が出るもの。

潘緑梅・楼梅（梅弁）・極品・大一品・仙緑（以上、水仙弁）
- 赤茎：花茎や子房に赤味を差すもの。

程梅・南陽梅・崔梅（梅弁）・江南新極品（水仙弁）・鄭孝荷（荷花弁）
- 花茎、子房、花の全てに赤味が出ないもの。

温州素・如意素・翠定荷素